# 有餘銀行
有餘銀行由一批僑商創立於1953年。在60年代，該行也深深陷入房地產市場。1965年銀行危機中，有餘銀行遭受極大的財政困難，不得不向香港上海滙豐銀行求助。1966年9月15日，根據香港政府財政司的命令，有餘銀行被滙豐接管。1969年，銀行遭清盤。